# Vielhcerièr
Le Vieux-Cérier és un municipi francès situat al departament del Charente i a la regió de la Nova Aquitània. L'any 2007 tenia 142 habitants.

## Demografia

### Població
El 2007 la població de fet de Le Vieux-Cérier era de 142 persones. Hi havia 60 famílies de les quals 12 eren unipersonals (12 homes vivint sols), 28 parelles sense fills i 20 parelles amb fills.
La població ha evolucionat segons el següent gràfic:
Habitants censats

### Habitatges
El 2007 hi havia 104 habitatges, 61 eren l'habitatge principal de la família, 30 eren segones residències i 13 estaven desocupats. Tots els 102 habitatges eren cases. Dels 61 habitatges principals, 54 estaven ocupats pels seus propietaris i 7 estaven llogats i ocupats pels llogaters; 1 tenia una cambra, 2 en tenien dues, 7 en tenien tres, 20 en tenien quatre i 31 en tenien cinc o més. 48 habitatges disposaven pel capbaix d'una plaça de pàrquing. A 31 habitatges hi havia un automòbil i a 24 n'hi havia dos o més.

### Piràmide de població
La piràmide de població per edats i sexe el 2009 era:
| Homes | Edats   | Dones |
| ----- | ------- | ----- |
| 0     | 95 o +  | 0     |
| 0     | 90 a 94 | 0     |
| 0     | 85 a 89 | 0     |
| 4     | 80 a 84 | 0     |
| 4     | 75 a 79 | 8     |
| 12    | 70 a 74 | 0     |
| 8     | 65 a 69 | 12    |
| 4     | 60 a 64 | 4     |
| 0     | 55 a 59 | 4     |
| 0     | 50 a 54 | 0     |
| 8     | 45 a 49 | 4     |
| 4     | 40 a 44 | 4     |
| 4     | 35 a 39 | 8     |
| 8     | 30 a 34 | 0     |
| 4     | 25 a 29 | 16    |
| 0     | 20 a 24 | 4     |
| 4     | 15 a 19 | 0     |
| 0     | 10 a 14 | 0     |
| 4     | 5 a 9   | 4     |
| 4     | 0 a 4   | 0     |

## Economia
El 2007 la població en edat de treballar era de 76 persones, 36 eren actives i 40 eren inactives. De les 36 persones actives 31 estaven ocupades (23 homes i 8 dones) i 5 estaven aturades (1 home i 4 dones). De les 40 persones inactives 22 estaven jubilades, 5 estaven estudiant i 13 estaven classificades com a «altres inactius».

### Ingressos
El 2009 a Le Vieux-Cérier hi havia 61 unitats fiscals que integraven 141 persones, la mediana anual d'ingressos fiscals per persona era de 11.956 €.

### Activitats econòmiques
Dels 3 establiments que hi havia el 2007, 2 eren d'empreses de construcció i 1 d'una empresa d'hostatgeria i restauració.
L'any 2000 a Le Vieux-Cérier hi havia 10 explotacions agrícoles que ocupaven un total de 336 hectàrees.

## Poblacions més properes
El següent diagrama mostra les poblacions més properes.